# 科尔默赖
科尔默赖（法語：Cormeray，法語發音：[kɔʁməʁɛ]）是法国卢瓦-谢尔省的一个市镇，位于该省西南部，属于布卢瓦区。

## 地理
科尔默赖（47°29'21"N, 1°24'23"E）面积10.31 平方千米，位于法国中央-卢瓦尔河谷大区卢瓦-谢尔省，该省份为法国中北部省份，北起厄尔-卢瓦省，东北接卢瓦雷省，东南接谢尔省，南至安德尔省，西南接安德尔-卢瓦尔省，西北接萨尔特省。
与科尔默赖接壤的市镇（或旧市镇、城区）包括：塞莱特、舍韦尼、希特奈、弗雷讷、索洛涅地区勒孔特鲁瓦。

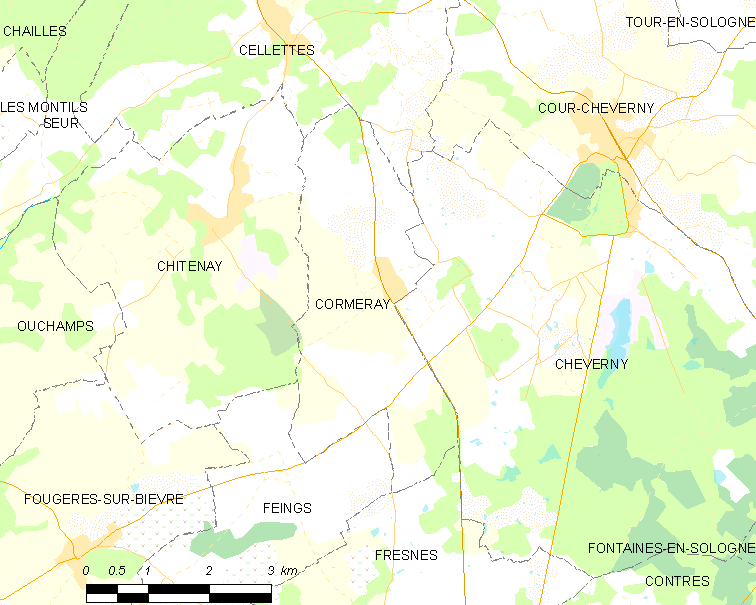
科尔默赖的OSM定位图

科尔默赖的时区为UTC+01:00、UTC+02:00（夏令时）。

## 行政
科尔默赖的邮政编码为41120，INSEE市镇编码为41061。

## 政治
科尔默赖所属的省级选区为维讷伊县。

## 人口

1962-2008年间科尔默赖人口变化图示

科尔默赖于2022年1月1日时的人口数量为1568人。